# Philippe Pollet-Villard
 (mars 2019).
Philippe Pollet-Villard est un réalisateur, écrivain, scénariste et acteur français, né le 30 octobre 1960 à Annecy (Haute-Savoie).

## Biographie
Philippe Pollet-Villard naît le 30 octobre 1960 à Annecy. Il passe son enfance à Thônes (Haute-Savoie) où ses parents tiennent une fabrique de souvenirs et est scolarisé au collège Saint-Joseph où il est vite catalogué comme cancre jusqu'au jour où des psychologues font passer à toute sa classe des tests en vogue à l'époque qui le désignent comme l'élève le plus intelligent.
Plus tard Philippe Pollet-Villard suit les cours de la classe préparatoire de l'École Supérieure d'Art de l'agglomération d'Annecy et des Pays de Savoie puis ceux de l'École supérieure d'art et design de Saint-Étienne. Il travaille ensuite comme directeur artistique en agence de publicité à Paris tout en faisant de la photographie, du dessin animé et de l'illustration. Il devient réalisateur de films publicitaires – souvent primés – et de clips musicaux ; il suit parallèlement des cours de théâtre (Atelier Blanche Salant, cours Jacques Lecoq, Ateliers de l'Ouest) pour travailler la direction d'acteurs.
Il crée un personnage qu’il développe dans plusieurs courts et moyens-métrages qui trouvent leur contexte dans le monde de la rue et de la petite délinquance. Son premier moyen-métrage, Ma place sur le trottoir obtient le Grand Prix du Festival international du court métrage de Clermont-Ferrand en 1998. Le Mozart des pickpockets produit par Fabrice Goldstein et Antoine Rein lui vaut en 2007 le Grand prix du Festival de Clermont-Ferrand et le Grand prix du court-métrage policier et noir du Festival du film policier de Cognac et l'année suivante, le César du meilleur court-métrage puis l'Oscar du meilleur court métrage en prises de vues réelles.
En plus de son activité cinématographique, Philippe Pollet-Villard est un écrivain reconnu pour ses quatre romans parus chez Flammarion. Le premier, L'homme qui marchait avec une balle dans la tête, obtient en 2006 le Prix Ciné Roman Carte Noire, celui du 1er roman de La Forêt des livres et du 1er roman au salon du livre du Touquet-Paris-Plage ; le second, La Fabrique de souvenirs, paru en 2007, lui vaut le Prix littéraire Marcel Pagnol 2008.
Il a publié en 2017 un nouveau roman, L’enfant-mouche, paru chez Flammarion (J'ai Lu en 2018) et développe actuellement des projets de long-métrage.

## Publications

### Romans
- 2006 : L'Homme qui marchait avec une balle dans la tête, Paris, Flammarion, 2006, 342 p. (ISBN 2-08-069039-6, lire en ligne) Prix Ciné Roman Carte Noire - Prix du 1er roman de La Forêt des livres - Prix 1er roman salon du livre du Touquet-Paris-Plage
- 2007 : La Fabrique de souvenirs, Paris, Flammarion, 2007, 240 p. (ISBN 978-2-08-120366-2, lire en ligne) Prix littéraire Marcel Pagnol 2008 [lire en ligne]
- 2011 : Mondial Nomade : roman, Paris, Flammarion, 2011, 232 p. (ISBN 978-2-08-122149-9, lire en ligne)
  - Réédité en poche sous le titre Voyage au pays des meubles défunts  (ISBN 9782290055427)
- 2017 : L'Enfant-mouche : roman, Paris, Flammarion, 2017, 432 p. (ISBN 978-2-08-128472-2)

## Filmographie
Sauf indication contraire, les informations mentionnées dans cette section peuvent être confirmées par la base de données cinématographiques IMDb,  présente dans la section « Liens externes ».

### Comme réalisateur
- 1997 : Ma place sur le trottoir (moyen-métrage)
- 2000 : Jacqueline dans ma vitrine (coréalisé avec Marc Adjadj)
- 2004 : La Baguette (court-métrage)
- 2005 : Vigiles (court-métrage)
- 2006 : Le Mozart des pickpockets (court-métrage récompensé par une vingtaine de prix, dont un César du meilleur court-métrage et un Oscar du meilleur court métrage en prises de vues réelles en 2008).
- 2024 : Tombés du camion

### Comme scénariste
- 1997 : Ma place sur le trottoir (moyen-métrage)
- 2000 : Jacqueline dans ma vitrine
- 2004 : La Baguette (court-métrage)
- 2005 : Vigiles (court-métrage)
- 2006 : Le Mozart des pickpockets (court-métrage)

### Comme acteur
- 1997 : Ma Place sur le trottoir (moyen-métrage)
- 1998 : L'Interview
- 2000 : Une femme d'extérieur : Igor
- 2000 : Jacqueline dans ma vitrine : Philippe
- 2004 : La Baguette (court-métrage) : Philippe
- 2004 : Nicole et Daniel : l'ami du boucher
- 2005 : Vigiles (court-métrage) : le vigile
- 2006 : Le Mozart des pickpockets (court-métrage) : Philippe
- 2006 : Mentir un peu (téléfilm) : Christian

## Distinctions

### Récompenses

#### Cinéma
- Grand Prix et prix d'interprétation au Festival international du court-métrage de Clermont-Ferrand en 1998 pour Ma place sur le trottoir
- Grand Prix, Prix du Public et Prix "Attention Talent" FNAC au Festival international du court-métrage de Clermont-Ferrand en 2007 pour Le Mozart des pickpockets
- Oscar du meilleur court métrage en prises de vues réelles en 2008 pour Le Mozart des pickpockets
- César du meilleur court-métrage en 2008 pour Le Mozart des pickpockets

#### Littérature
- Prix Ciné Roman Carte Noire en 2007 pour L'Homme qui marchait avec une balle dans la tête
- Prix du premier roman de La Forêt des livres[Quand ?] pour L'Homme qui marchait avec une balle dans la tête
- Prix du premier roman au salon du livre du Touquet-Paris-Plage[Quand ?] pour L'Homme qui marchait avec une balle dans la tête
- Prix Marcel Pagnol en 2008 pour La Fabrique de souvenirs

### Décoration
- Chevalier de l'ordre des Arts et des Lettres (2009)